# Rue de l'Arquebuse (Châlons-en-Champagne)
Pour les articles homonymes, voir Rue de l'Arquebuse.
Ne doit pas être confondu avec Rue des Arquebusiers.
La rue de l'Arquebuse est une voie de la commune de Châlons-en-Champagne, située au sein du département de la Marne, en région Champagne-Ardenne.

## Situation et accès
La rue de l'Arquebuse appartient administrativement au centre-ville et permet de joindre la rue Léon-Bourgeois à la rue des Martyrs-de-la-Résistance.

## Origine du nom
Le nom de la rue fait référence à la Compagnie des Chevaliers de l'Arquebuse qui remplaçait, en 1357 la compagnie des arbalétriers. Cette compagnie s'est illustrée en 1429 contre les Anglais pour la défense de la ville, en 1430 lors de la défense de la Croisette et en 1437 au siège de Montereau. Après cette dernière occasion, le roi Charles VII leur octroyait une lettre de privilèges. Ils se firent remarquer en 1589 à l'attaque du château de Prigny avant de se faire intégrer à la Garde nationale le 2 juillet 1790.

## Bâtiments remarquables et lieux de mémoire
- Ancien couvent de l'Adoration Réparatrice[1].

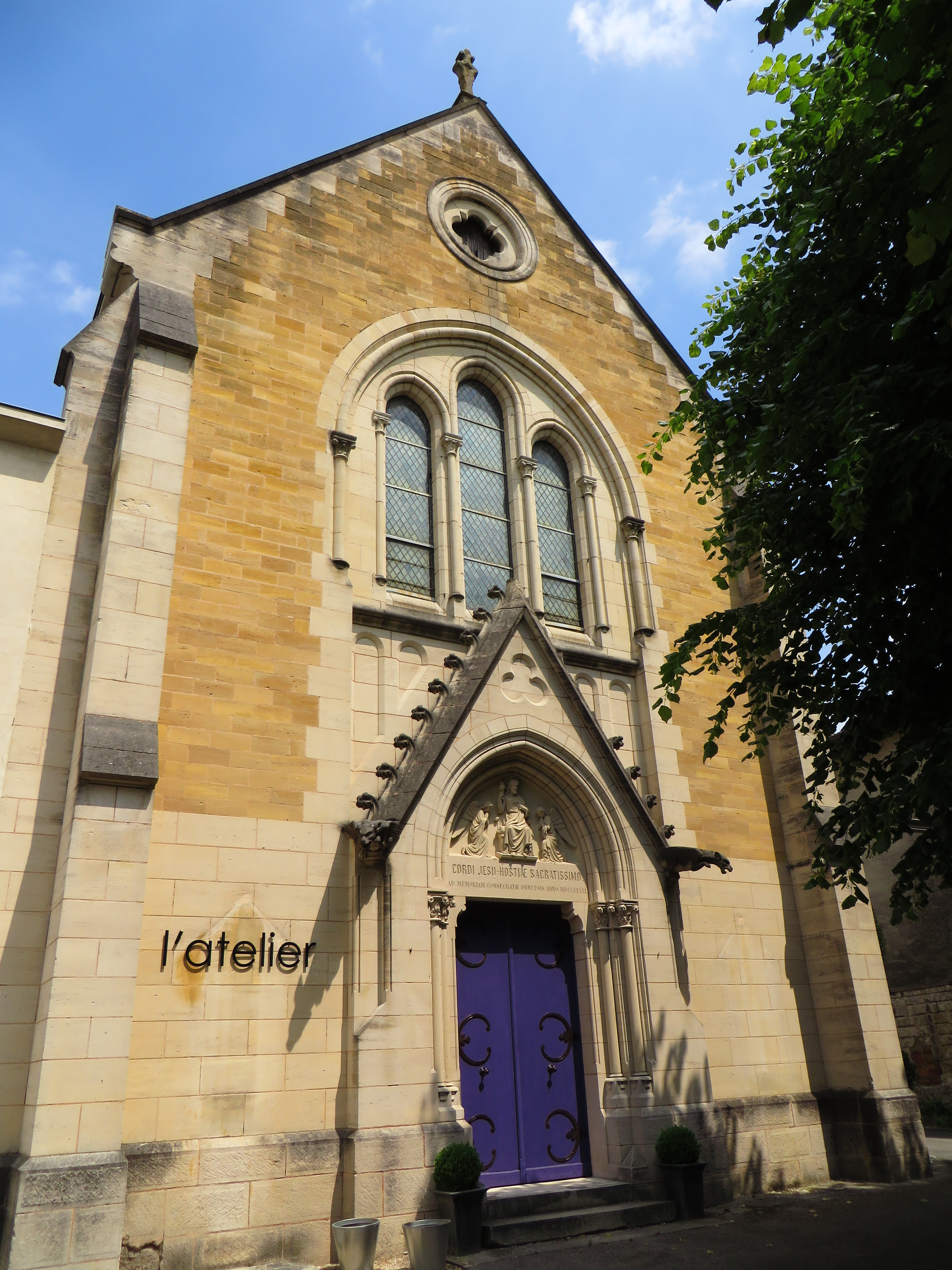
Façade sur cour,
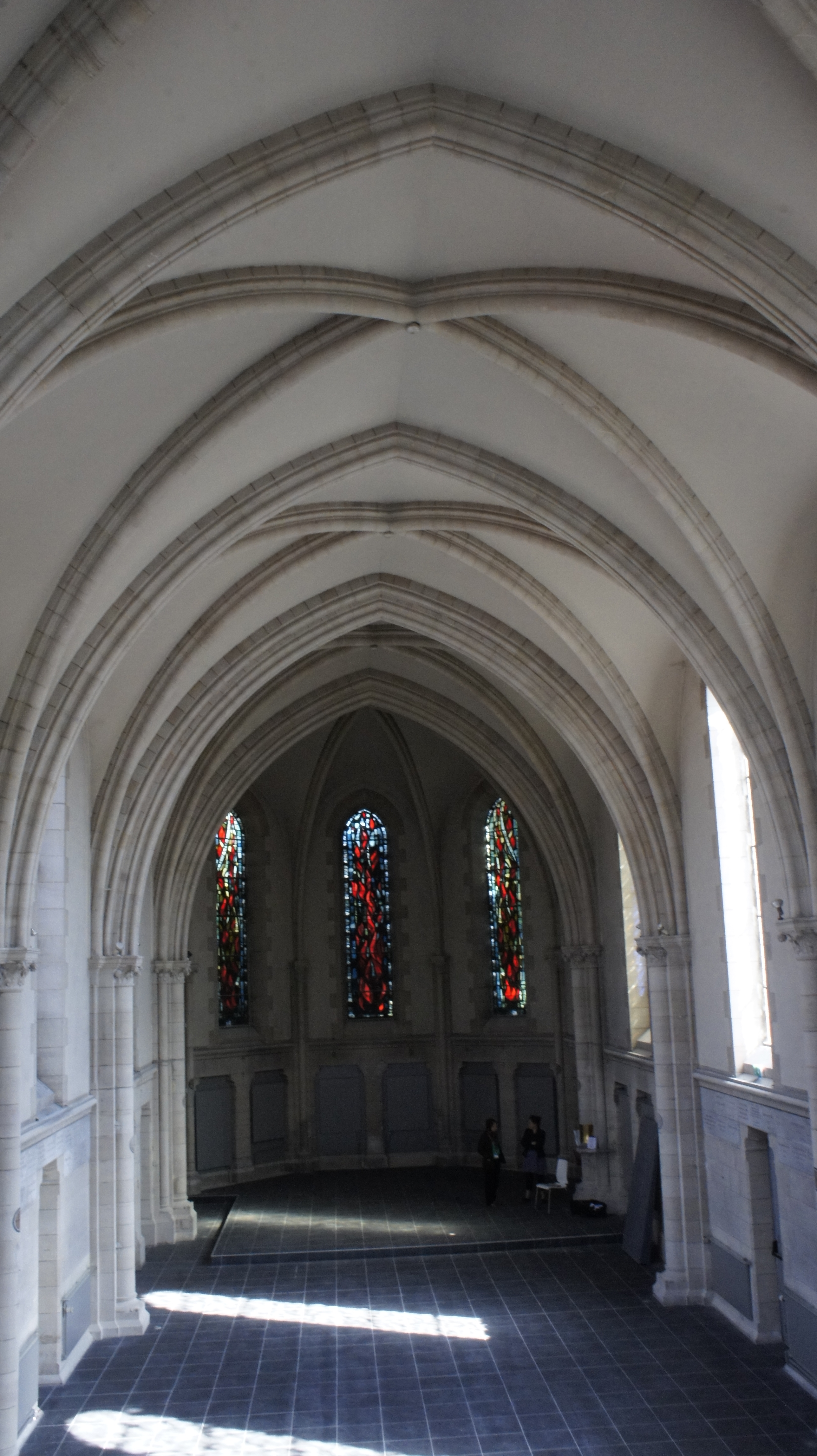
intérieur.